# TeTeX

teTeX est une distribution TeX libre pour les systèmes de type Unix, qui fournit un environnement TeX prêt à utiliser et comprenant les paquets les plus courants. Elle a été développée par Thomas Esser (d'où son nom) et n'est plus maintenue depuis mai 2006.
Jusqu'à l'arrêt de sa maintenance, elle était la distribution TeX par défaut de la plupart des distributions Linux comme Debian ou Fedora, qui l'ont progressivement remplacée par TeX Live. Sous OS X, elle était disponible via le système Fink et est désormais remplacée par MacTeX, une re-distribution de TeX Live offrant notamment un installateur natif.